# Cymru Premier (2022/2023)
Cymru Premier 2022/2023 (znana jako  JD Cymru Premier ze względów sponsorskich) była 31. edycją najwyższej klasy rozgrywkowej piłki nożnej w Walii.
Brało w niej udział 12 drużyn, które w okresie od 12 sierpnia 2022 do 22 kwietnia 2023 rozegrały w dwóch rundach 32 kolejki meczów.
Tytuł mistrzowski obroniła drużyna The New Saints zdobywając drugi tytuł z rzędu, a piętnasty w swojej historii.

## Format rozgrywek
Rozgrywki składają się z trzech faz. W pierwszej fazie drużyny grają ze sobą dwukrotnie, raz u siebie i raz na wyjeździe.
W drugiej fazie Cymru Premier podzieli się na dwie konferencje, sześć najlepszych drużyn stworzy Championship Conference, pozostałe PlayOff Conference.
W ramach tych grup kluby ponownie zmierzą się ze sobą dwukrotnie.
Wszystkie punkty zebrane przez zespoły w pierwszej fazie są przenoszone do drugiej fazy.
Drużyna, która zajmie pierwsze miejsce w Championship Conference zostanie ogłoszona mistrzem Cymru Premier i zakwalifikuje się do I rundy kwalifikacyjnej Ligi Mistrzów UEFA w następnym sezonie.
Drużyna, która zajmie drugie miejsce w Championship Conference, kwalifikuje się do I rundy kwalifikacyjnej Ligi Konferencji Europy UEFA.
Zdobywca Pucharu Walii kwalifikuje się do I rundy kwalifikacyjnej Ligi Konferencji Europy UEFA.
W przypadku zdobycia Pucharu Walii przez drużynę, która zapewniła sobie grę w europejskich pucharach, awans otrzymuje trzecia drużyna Championship Conference.
Pozostałe drużyny z Championship Conference oraz najlepsza drużyna z PlayOff Conference zagrają w trzeciej fazie sezonu European Playoffs o ostatnie miejsce w eliminacjach Ligi Konferencji Europy.
Kluby, które zajmą ostatnie dwa miejsca na koniec sezonu, spadają z ligi.

## Skład ligi w sezonie 2022/23
| Uczestnicy poprzedniej edycji | Uczestnicy poprzedniej edycji   | Uczestnicy poprzedniej edycji | Uczestnicy poprzedniej edycji |
| --- | ------------------------------- | ----------------------------- | ----------------------------- |
| TNS | The New Saints F.C.             | Oswestry                      | 1                             |
| BAL | Bala Town                       | Bala                          | 2                             |
| NTW | Newtown A.F.C.                  | Newtown                       | 3                             |
| CAE | Caernarfon Town                 | Caernarfon                    | 4                             |
| FTU | Flint Town United F.C.          | Flint                         | 5                             |
| PYB | Pen-y-Bont                      | Bridgend                      | 6                             |
| CMU | Cardiff Metropolitan University | Cardiff                       | 7                             |
| ABE | Aberystwyth Town F.C.           | Aberystwyth                   | 8                             |
| CQN | Connah’s Quay Nomads F.C.       | Connah’s Quay                 | 9                             |
| HAV | Haverfordwest County            | Haverfordwest                 | 10                            |
| Awans z Cymru North |                                 |                               |                               |
| AIR | Airbus UK Broughton             | Broughton                     | 1                             |
| Awans z Cymru South |                                 |                               |                               |
| PPT | Pontypridd Town                 | Pontypridd                    | 2                             |
| Oznaczenia: - kolumna pierwsza – skróty nazw drużyn, - kolumna trzecia – siedziba klubu, - kolumna czwarta – miejsce zajęte w poprzednim sezonie. |                                 |                               |                               |

## Runda zasadnicza
| Lp. | Drużyna                         | M  | Z  | R | P  | B+ | B– | +/– | Pkt | Kwalifikacja            |  | TNS | CQN | PYB | CMU | BAL | NTW | HAV | CAE | FTU | ABE  | PPU | AIR |
| --- | ------------------------------- | -- | -- | - | -- | -- | -- | --- | --- | ----------------------- |  | --- | --- | --- | --- | --- | --- | --- | --- | --- | ---- | --- | --- |
| 1   | The New Saints                  | 22 | 19 | 3 | 0  | 83 | 8  | +75 | 60  | Championship Conference |  |     | 2–1 | 1–0 | 4–0 | 3–0 | 4–1 | 3–1 | 3–0 | 6–2 | 11–0 | 2–0 | 7–0 |
| 2   | Connah’s Quay Nomads            | 22 | 13 | 5 | 4  | 33 | 14 | +19 | 44  | Championship Conference |  | 1–1 |     | 2–0 | 2–0 | 1–0 | 3–1 | 1–0 | 3–3 | 2–0 | 3–0  | 1–0 | 1–0 |
| 3   | Pen-y-Bont                      | 22 | 12 | 5 | 5  | 37 | 19 | +18 | 41  | Championship Conference |  | 0–0 | 0–1 |     | 1–3 | 2–0 | 3–0 | 3–2 | 5–1 | 2–1 | 3–1  | 1–1 | 2–0 |
| 4   | Cardiff Metropolitan University | 22 | 13 | 2 | 7  | 29 | 29 | 0   | 41  | Championship Conference |  | 0–7 | 2–0 | 0–0 |     | 1–0 | 2–1 | 2–0 | 0–3 | 1–0 | 2–1  | 3–0 | 3–1 |
| 5   | Bala Town                       | 22 | 12 | 4 | 6  | 42 | 21 | +21 | 40  | Championship Conference |  | 0–5 | 0–0 | 1–1 | 2–0 |     | 3–0 | 1–1 | 3–0 | 1–0 | 3–0  | 3–0 | 2–1 |
| 6   | Newtown                         | 22 | 10 | 3 | 9  | 41 | 39 | +2  | 33  | Championship Conference |  | 0–0 | 0–0 | 2–3 | 0–1 | 0–2 |     | 2–0 | 2–1 | 0–2 | 6–1  | 4–2 | 2–1 |
| 7   | Haverfordwest County            | 22 | 8  | 3 | 11 | 29 | 35 | −6  | 27  | PlayOff Conference      |  | 1–3 | 2–1 | 2–1 | 1–0 | 1–4 | 2–3 |     | 1–0 | 1–1 | 3–1  | 1–1 | 3–0 |
| 8   | Caernarfon Town                 | 22 | 8  | 1 | 13 | 33 | 41 | −8  | 25  | PlayOff Conference      |  | 0–1 | 0–2 | 0–2 | 5–1 | 1–5 | 2–3 | 2–1 |     | 2–0 | 2–1  | 2–0 | 3–1 |
| 9   | Flint Town United               | 22 | 6  | 6 | 10 | 24 | 37 | −13 | 24  | PlayOff Conference      |  | 1–8 | 0–0 | 1–1 | 1–1 | 1–1 | 1–4 | 0–1 | 2–1 |     | 1–1  | 4–1 | 1–0 |
| 10  | Aberystwyth Town                | 22 | 7  | 1 | 14 | 23 | 58 | −35 | 22  | PlayOff Conference      |  | 0–2 | 2–1 | 0–3 | 0–4 | 1–4 | 1–2 | 2–1 | 2–1 | 2–1 |      | 2–1 | 2–1 |
| 11  | Pontypridd United               | 22 | 6  | 2 | 14 | 22 | 42 | −20 | 20  | PlayOff Conference      |  | 0–2 | 0–5 | 0–1 | 0–1 | 2–1 | 1–4 | 3–2 | 3–1 | 0–1 | 2–1  |     | 1–0 |
| 12  | Airbus UK Broughton             | 22 | 0  | 1 | 21 | 13 | 66 | −53 | −2  | PlayOff Conference      |  | 0–8 | 1–2 | 0–3 | 0–2 | 0–6 | 4–4 | 1–2 | 0–3 | 1–3 | 1–2  | 0–4 |     |

1. ↑  Pontypridd United 14 czerwca 2022 zmienił nazwę klubu z Pontypridd Town[2].
2. ↑  Airbus UK Broughton został ukarany odjęciem trzech punktów za wystawienie nieuprawnionego zawodnika w meczu z Caernarfon Town[3].

## Runda finałowa
| Championship Conference |                                     |    |    |    |    |     |     |     |    |                                                       |     |     |     |     |     |     |     |     |     |     |     |     |     |
| 1                       | The New Saints (M, P)               | 32 | 26 | 5  | 1  | 112 | 17  | +95 | 83 | Liga Mistrzów UEFA • I runda kwalifikacyjna           |     |     | 4–1 | 1–1 | 7–1 | 2–1 | 1–0 |     |     |     |     |     |     |
| 2                       | Connah’s Quay Nomads                | 32 | 17 | 10 | 5  | 45  | 23  | +22 | 61 | Liga Konferencji Europy UEFA • I runda kwalifikacyjna |     | 0–0 |     | 0–0 | 2–1 | 1–1 | 2–0 |     |     |     |     |     |     |
| 3                       | Pen-y-Bont                          | 32 | 16 | 10 | 6  | 51  | 32  | +19 | 52 | Liga Konferencji Europy UEFA • I runda kwalifikacyjna |     | 2–5 | 1–1 |     | 2–1 | 2–2 | 2–1 |     |     |     |     |     |     |
| 4                       | Cardiff Metropolitan University (B) | 32 | 16 | 4  | 12 | 41  | 49  | −8  | 52 |                                                       |     | 3–2 | 0–2 | 2–3 |     | 2–1 | 0–0 |     |     |     |     |     |     |
| 5                       | Bala Town (B)                       | 32 | 12 | 8  | 12 | 51  | 37  | +14 | 44 |                                                       | 0–2 | 1–2 | 0–0 | 0–0 |     | 1–2 |     |     |     |     |     |     |     |
| 6                       | Newtown (B)                         | 32 | 12 | 5  | 15 | 49  | 56  | −7  | 41 |                                                       | 0–5 | 1–1 | 0–1 | 1–2 | 3–2 |     |     |     |     |     |     |     |     |
| PlayOff Conference      |                                     |    |    |    |    |     |     |     |    |                                                       |     |     |     |     |     |     |     |     |     |     |     |     |     |
| 7                       | Haverfordwest County (B, O)         | 32 | 14 | 5  | 13 | 49  | 44  | +5  | 47 | Liga Konferencji Europy UEFA • I runda kwalifikacyjna |     |     |     |     |     |     |     |     | 2–0 | 2–2 | 1–1 | 3–1 | 4–0 |
| 8                       | Pontypridd United                   | 32 | 12 | 5  | 15 | 41  | 52  | −11 | 41 |                                                       |     |     |     |     |     |     |     | 2–1 |     | 1–0 | 1–1 | 3–2 | 4–0 |
| 9                       | Caernarfon Town                     | 32 | 12 | 3  | 17 | 51  | 54  | −3  | 39 |                                                       |     |     |     |     |     |     | 2–0 | 1–2 |     | 0–1 | 2–2 | 4–0 |     |
| 10                      | Aberystwyth Town                    | 32 | 11 | 5  | 16 | 41  | 73  | −32 | 38 |                                                       |     |     |     |     |     |     | 0–1 | 3–3 | 3–2 |     | 1–0 | 1–1 |     |
| 11                      | Flint Town United (S)               | 32 | 9  | 8  | 15 | 41  | 53  | −12 | 35 | Spadek do Cymru North                                 |     |     |     |     |     |     |     | 0–2 | 0–0 | 2–3 | 5–0 |     | 2–1 |
| 12                      | Airbus UK Broughton (S)             | 32 | 0  | 2  | 30 | 18  | 100 | −82 | −4 | Spadek do Cymru North                                 |     |     |     |     |     |     |     | 1–4 | 0–3 | 0–2 | 1–7 | 1–3 |     |

1. ↑  Pen-y-Bont został ukarany odjęciem sześciu punktów za wystawienie nieuprawnionego zawodnika przeciwko Airbus UK Broughton i Cardiff Metropolitan University[7].
2. ↑  Pontypridd United 14 czerwca 2022 zmienił nazwę klubu z Pontypridd Town[2].
3. ↑  Mecz 30. kolejki z dnia 7 kwietnia 2023 między Flint Town United a Haverfordwest County został przerwany w 16 minucie przy wyniku 2-0 z powodu bójki kibiców. Mecz został przełożony na 19 kwietnia[8][9].
4. ↑  Airbus UK Broughton został ukarany odjęciem sześciu punktów za wystawienie nieuprawnionego zawodnika w meczu z Caernarfon Town[3] i Cardiff Metropolitan University[10].

## European Playoffs
Haverfordwest County wygrał z Newtown finał baraży o miejsce w Lidze Konferencji Europy na rok 2023/2024.
|  | Półfinał | Półfinał                        | Półfinał |                      |       | Finał   | Finał | Finał |  |
|  |          |                                 |          |                      |       |         |       |       |  |
|  | 5        | Bala Town                       | 2        |                      |       |         |       |       |  |
|  | 5        | Bala Town                       | 2        |                      |       |         |       |       |  |
|  | 6        | Newtown                         | 4        |                      |       |         |       |       |  |
|  | 6        | Newtown                         | 4        |                      | 6     | Newtown | 1 (3) |       |  |
|  |          |                                 |          |                      | 6     | Newtown | 1 (3) |       |  |
|  |          |                                 | 7        | Haverfordwest County | 1 (4) |         |       |       |  |
|  | 4        | Cardiff Metropolitan University | 7        | Haverfordwest County | 1 (4) | 0 (3)   |       |       |  |
|  | 4        | Cardiff Metropolitan University |          |                      |       |         |       |       |  |
|  | 7        | Haverfordwest County            | 0 (4)    |                      |       |         |       |       |  |

### Półfinał
| 5 maja 2023 | Bala Town              | 2:4   | Newtown                                                                 |                                               |
| 20:45       | George Newell 36', 71' | (1:2) | 16', 53' Aaron John Williams · 43' (sam.) Harry Lloyd · 82' Zeli Ismail | Maes Tegid (Bala, Gwynedd) Sędzia: Mark Petch |

| 6 maja 2023 | Cardiff Metropolitan University                                   | 0:0 (pd.)               | Haverfordwest County                                                    |                                                       |
| 18:15       |                                                                   | (0:0, 0:0, 0:0, k. 3:4) |                                                                         | Cyncoed Campus (Cardiff) Widzów: 561 Sędzia: Tom Owen |
| 18:15       | · Kyle McCarthy · Lewis Rees · CJ Craven · Sam Jones · Jack Veale | Rzuty karne             | · Dylan Rees · Jack Leahy · Jordan Davies · Henry Jones · Elliott Dugan | Cyncoed Campus (Cardiff) Widzów: 561 Sędzia: Tom Owen |

### Finał
| 13 maja 2023 | Newtown                                                                        | 1:1 (pd.)               | Haverfordwest County                                                     |                                                                |
| 18:15        | Aaron Williams 38'                                                             | (1:1, 1:1, 1:1, k. 3:4) | 24' Jordan Davies                                                        | Latham Park (Newtown) Widzów: 1 826 Sędzia: Bryn Markham-Jones |
| 18:15        | · Aaron Williams · Craig Williams · Callum Roberts · Henry Cowans · Nigel Aris | Rzuty karne             | · Dylan Rees · Jack Leahy · Jordan Davies · Ben Fawcett · Corey Shephard | Latham Park (Newtown) Widzów: 1 826 Sędzia: Bryn Markham-Jones |

## Lista strzelców
| Bramki | Strzelcy           | Drużyna              |
| ------ | ------------------ | -------------------- |
| 29     | Declan McManus     | The New Saints       |
| 15     | Ryan Brobbel       | The New Saints       |
| 14     | Jordan Levi Davies | Haverfordwest County |
| 14     | Aaron Williams     | Newtown              |
| 13     | Ben Ahmun          | Pontypridd United    |
| 13     | Ben Clark          | The New Saints       |
| 11     | Nathan Daniel Wood | Pen-y-Bont           |
| 10     | Louis Robles       | Newtown              |
| 10     | Michael Wilde      | Connah’s Quay Nomads |

Źródło:

## Trenerzy, kapitanowie i sponsorzy
| Drużyna                         | Trener                | Kapitan           | Sponsor techniczny | Sponsor strategiczny             |
| ------------------------------- | --------------------- | ----------------- | ------------------ | -------------------------------- |
| Aberystwyth Town                | Anthony Williams      | Jack Thorn        | Acerbis            | Uniwersytet w Aberystwyth        |
| Airbus UK Broughton             | Mark Allen            | Steve Tomassen    | Umbro              | Gardner Aerospace                |
| Bala Town                       | Colin Caton           | Chris Venables    | Macron             | Aykroyd’s                        |
| Caernarfon Town                 | Richard Davies (tym.) | Dion Donohue      | Erreà              | Gofal Bro Cyf, Parc Gwêl y Fenai |
| Cardiff Metropolitan University | Christian Edwards     | Chris Baker       | Erreà              | Cardiff Metropolitan University  |
| Connah’s Quay Nomads            | Neil Gibson           | George Horan      | Nike               | Educate Group                    |
| Flint Town United               | Lee Fowler            | James Owen        | Macron             | Essity                           |
| Haverfordwest County            | Tony Pennock          | Dylan Rees        | Joma               | West Wales Properties            |
| Newtown                         | Chris Hughes          | Craig T. Williams | Erreà              | Control Techniques               |
| Pen-y-Bont                      | Rhys Griffiths        | Kane Owen         | Macron             | Nathaniel House of Cars          |
| Pontypridd United               | Andrew Stokes         | Clayton Green     | Joma               | UPVCDIRECT.CO.UK                 |
| The New Saints                  | Craig Harrison        | Chris Marriott    | Legea              | SiFi Networks                    |

### Zmiany trenerów
| Klub                            | Były trener         | Powód                     | Data odejścia | Nowy trener           | Data zatrudnienia | Źródło        |
| ------------------------------- | ------------------- | ------------------------- | ------------- | --------------------- | ----------------- | ------------- |
| Przed sezonem                   |                     |                           |               |                       |                   |               |
| Pontypridd United               | Jonathan Jones      | Rezygnacja                | 2022-05-09    | Andrew Stokes         | 2022-05-16        | [ 19 ] [ 20 ] |
| Aberystwyth Town                | Antonio Corbisiero  | Rezygnacja                | 2022-05-12    | Anthony Williams      | 2022-05-28        | [ 21 ] [ 22 ] |
| Haverfordwest County            | Nicky Hayen         | Wykupienie przez Club NXT | 2022-06-15    | Tony Pennock          | 2022-07-01        | [ 23 ]        |
| Flint Town United               | Neil Gibson         | Rezygnacja                | 2022-06-16    | Lee Fowler            | 2022-06-17        | [ 24 ] [ 25 ] |
| Cardiff Metropolitan University | Christian Edwards   | Rezygnacja                | 2022-06-30    | Ryan Jenkins          | 2022-06-29        | [ 26 ] [ 27 ] |
| The New Saints                  | Anthony Limbrick    | Zwolniony                 | 2022-07-28    | Craig Harrison        | 2022-08-04        | [ 28 ] [ 29 ] |
| Connah’s Quay Nomads            | Craig Harrison      | Wykupienie przez TNS      | 2022-08-04    | Neil Gibson           | 2022-08-04        | [ 29 ] [ 30 ] |
| W trakcie sezonu                |                     |                           |               |                       |                   |               |
| Airbus UK Broughton             | Steve O’Shaughnessy | Zwolniony                 | 2022-09-24    | Jamie Reed            | 2022-10-19        | [ 31 ] [ 32 ] |
| Cardiff Metropolitan University | Ryan Jenkins        | Rezygnacja                | 2023-01-30    | Christian Edwards     | 2023-01-30        | [ 33 ]        |
| Caernarfon Town                 | Huw Griffiths       | Zwolniony                 | 2023-03-18    | Richard Davies (tym.) | 2023-03-18        | [ 34 ] [ 35 ] |
| Airbus UK Broughton             | Jamie Reed          | Rozwiązanie umowy         | 2023-04-13    | Mark Allen            | 2023-04-21        | [ 36 ] [ 37 ] |

## Stadiony
| Aberystwyth Town |
| ---------------- |
| Park Avenue      |
| Pojemność: 2 502 |
|                  |

| Airbus UK Broughton |
| ------------------- |
| The Airfield        |
| Pojemność: 1 600    |
|                     |

| Bala Town        |
| ---------------- |
| Maes Tegid       |
| Pojemność: 1 500 |
|                  |

| Caernarfon Town  |
| ---------------- |
| The Oval         |
| Pojemność: 3 000 |
|                  |

| Cardiff Metropolitan University |
| ------------------------------- |
| Cyncoed Campus                  |
| Pojemność: 1 500                |
|                                 |

| Connah’s Quay Nomads |
| -------------------- |
| Deeside Stadium      |
| Pojemność: 1 500     |
|                      |

| Flint Town United |
| ----------------- |
| Cae-y-Castell     |
| Pojemność: 1 690  |
|                   |

| Haverfordwest County  |
| --------------------- |
| Bridge Meadow Stadium |
| Pojemność: 2 100      |
|                       |

| Newtown          |
| ---------------- |
| Latham Park      |
| Pojemność: 5 000 |
|                  |

| Pen-y-Bont        |
| ----------------- |
| SDM Glass Stadium |
| Pojemność: 1 500  |
|                   |

| Pontypridd United |
| ----------------- |
| USW Sports Park   |
| Pojemność: 1 000  |
|                   |

| The New Saints   |
| ---------------- |
| Park Hall        |
| Pojemność: 2 034 |
|                  |

Źródło: